# Romeu Costa
Romeu Costa (Aveiro, 9 de outubro de 1979) é um ator português.

## Biografia
Romeu Costa é natural de Aveiro, cidade onde viveu até se mudar para Lisboa aos 18 anos. Foi em Aveiro, no Círculo Experimental de Teatro de Aveiro (CETA), que descobriu a sua paixão pelo teatro e onde se iniciou como ator.

## Televisão
- Médico de Família - SIC, 2000
- Crianças SOS - TVI, 2000
- O Bairro da Fonte - SIC, 2000
- Jardins Proibidos - TVI, 2001
- Super Pai - TVI, 2002
- Tudo por amor - TVI, 2002
- Floribella - SIC, 2007
- Resistirei - SIC, 2007
- Chiquititas - SIC, 2008
- Liberdade 21 - RTP1, 2009
- Perfeito Coração - SIC, 2010
- Velhos Amigos - RTP1, 2012
- Odisseia - RTP1, 2013
- Belmonte - TVI, 2013
- Santa Bárbara - TVI, 2015 - 2016
- Madre Paula - RTP1, 2017
- Valor da Vida - TVI, 2018 - 2019
- A Espia - RTP1, 2020
- Bem Me Quer - TVI, 2021
- Senhora do Mar - SIC, 2024 - 2025
- Morangos com Açúcar - TVI, 2025

## Vida pessoal
Em fevereiro de 2022, Romeu assumiu publicamente ser homossexual, durante a apresentação da sua peça de teatro Maráia Quéri.. A peça, em parte autobiográfica, trata-se de um monólogo em que um investigador em ciências sociais fala sobre o prazer culpado, da vergonha e culpa pela devoção à cantora norte-americana Mariah Carey, em paralelo com a aceitação da sua homossexualidade.